# Affivisiti
Affivisiti of Fisiti, ook wel geschreven als Avisiti, Afivisiti en Affirisiti, is een dorp aan de rechteroever van de Tapanahony in Suriname. Het dorp wordt bewoond door Aukaners. Samen met Pikienkondre of Miranda en Saniki maakt het deel uit van Godo-olo in het ressort Tapanahony in Sipaliwini.
Het dorp werd in 1904 op de heen- en terugreis bezocht door de Tapanahony-expeditie onder leiding van Alphons Franssen Herderschee. Hier werd ook een deel van het proviand opgeslagen voor de terugreis.
Sinds het midden van de 20e eeuw bevindt zich onder andere bij Affivisiti een dam in de rivier op stroom op te wekken.

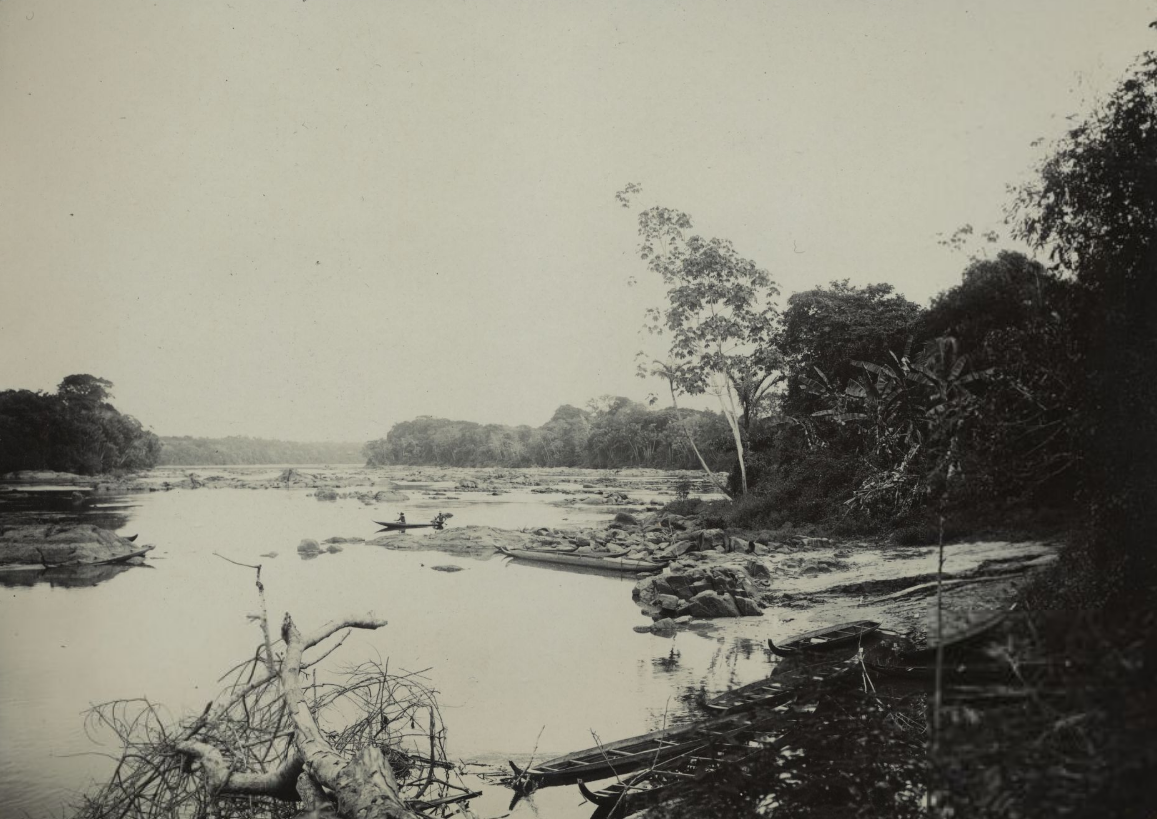
Tapanahony-rivier gezien vanaf het dorp, 1904

Affivisiti · Agaigoni · Ajokojokondre · Akani Pata · Aloepi 1 & 2 · Alopi · Antino · Antonio do Brinco · Apetina · Benanoe · Benzdorp · Clementi · Cottica · Draai · Drietabbetje · Gakaba · Godo-olo · Godoro · Granbori · Herminadorp · Intelewa · Kampoe · Kawemhakan · Koemakapan · Kontina · Lensidede · Maboga · Maisa Kampu · Manlobi · Moitaki · Monpoesoe · Nikie · Paloemeu · Peleloe Tepoe · Peruano · Poeketi · Poeloegoedoe · Ronaldo · Sajé · Tjon Tjon · Tutu Kampu · Wanfinga · Wehejok